# El monacat a Catalunya

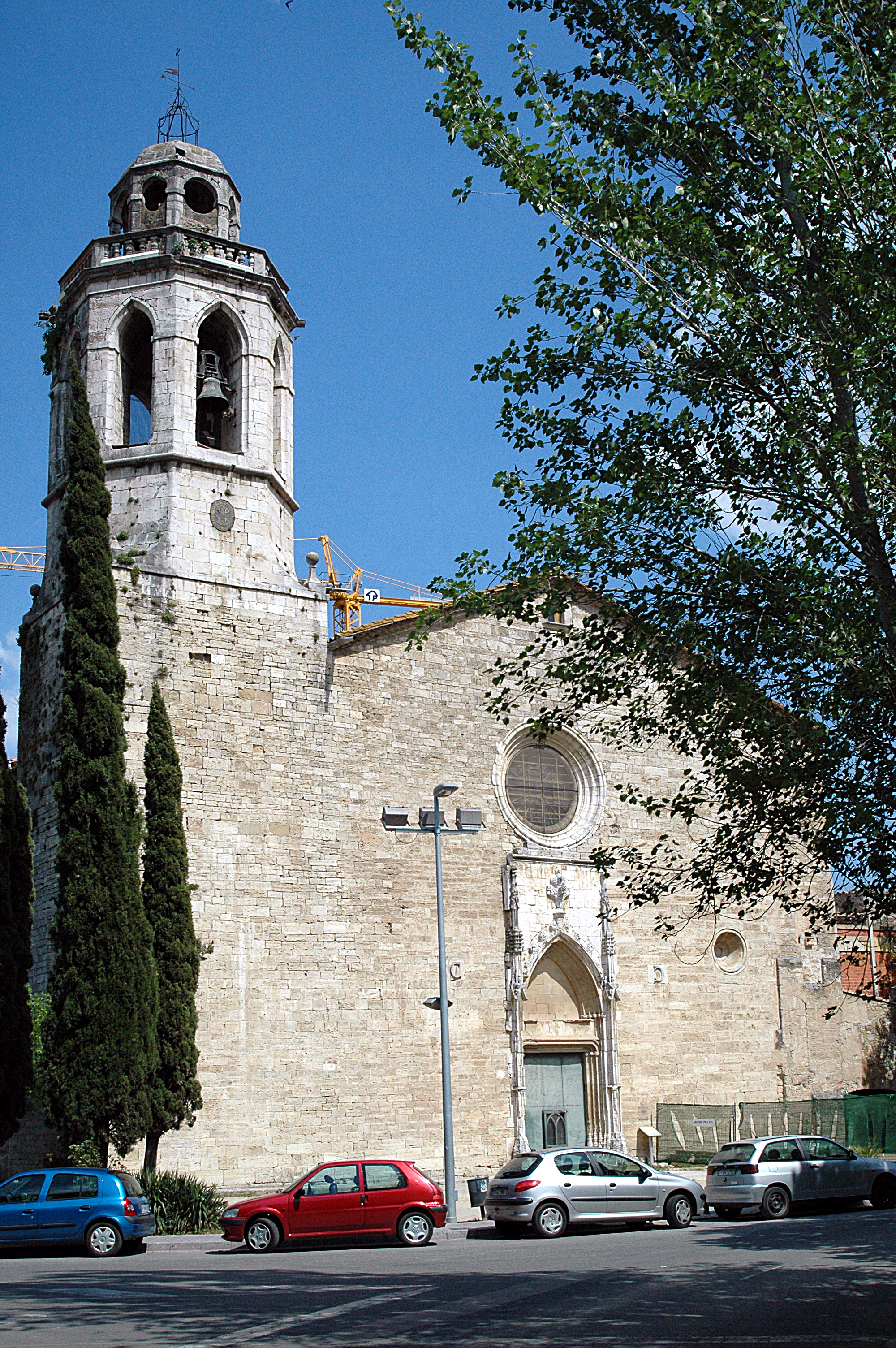
Sant Esteve de Banyoles, considerat un dels més antics de Catalunya

El monacat a Catalunya. No sabem els orígens del monacat a Catalunya. Algú ha presentat com un rudiment de vida monàstica aquella vida solitària i rústica que Paulí de Nola i la seva muller Teràsia dugueren a Catalunya. Encara que aquesta apreciació fos exacta, no podria assenyalar-se cap lligam entre aquest cas i la vida ermitana que apareix en els temps posteriors. En el segle IV el monacat es difongué i s'organitzà. Tant a l'Orient com a Occident el nombre de monjos fou extraordinari. Un dels fogars de la vida monàstica en aquest temps fou la Gàl·lia occidental.
Riber es decanta a creure que el va-i-ve entre l'Orient i l'Occident provocat per l'arrianisme, que exilià nombrosos catòlics, contribuí a l'establiment del monacat a l'Europa occidental, i que i contribuïren també les visites dels fidels d'Occident a Terra Santa, puix que aquests viatges els feren veure la vida monàstica establerta en aquelles regions.
Es pregunta Riber si els primers monjos establerts a Catalunya vingueren de l'altra banda dels Pirineus o dels monestirs episcopals d'Àfrica per l'estil del que tenia a Hipona Sant Agustí. En tot cas, creu que devien seguir la regla agustiniana, ja que inclús suposant que haguessin vingut de la Gàl·lia, hi ha el fet que els legisladors monàstics de Provença i de la Gàl·lia meridional feren importants manlleus a les normes d'aquell sant.
En aquesta època feu estada a Catalunya Sant Eudald, i sembla que visqué en vida ermitana a l'Urgell i Andorra. Les seves despulles reposen al monestir de Ripoll, on les portaren en el segle X uns monjos ripollesos. Una tradició, existent ja en el segle x, assegura que Sant Eudald fou màrtir de la persecució arriana contra els catòlics de la Gàl·lia gòtica.

L'abat Victorià va fundar diversos monestirs a la península ibèrica i a la Gâl·lia. L'epitafi d'aquest abat, que Rossi descobrí i que reimprimí Emil Hübner, diu:
"Augmine multo monachorum Iberiam Galliasque replevit cellas senioresque probos sanctitate re prefecit."
("Va omplir les cel·les d'Ibèria i de la Gàl·lia amb la grandesa de molts monjos, i va presidir els piadosos ancians en santedat".)
Cap a l'any 506 fundà el cenobi d'Assan, entre els rius Éssera i Cinca, als confins del Ribagorça i Sobrarb. D'Assan sortiren els bisbes de les novelles seus catalanes. Victorià gaudí d'altíssim prestigi, i els monarques visigots --Amalaric, Teudis, Àkhila II, Atanagild-- el consultaren sovint sobre els afers de l'Estat. Després de refusar una mitra que li fou oferta per Teudis, acceptà, l'any 531, el càrrec d'abat d'Assan. Morí l'any 557.

Per l'epitafi del bisbe de Tarragona, Sergi, successor de Joan, sabem que construí no gaire lluny de la ciutat un cenobi per fer-s'hi sants. 
"Haud procul ab urbe construxit cænobium sanctis".
(No lluny de la ciutat va construir un convent per als sants)
Sabem així mateix que Joan de Biclar fundà un cenobi a Catalunya. Hom creu que aquest Biclar correspon al lloc de Vallclara.

La identificació de Biclar amb Vallclara la fa ja Bernat Boades (pseudònim de Joan Gaspar Roig i Jalpí). Aquest historiador català medieval diu que Sant Joan de Biclar 
"va edificar un monestir de monjes negres de monssenyor Sant Benet en aquelles partides, prop d'un loch apel·lat Valclara, un loch solitari on encara vuy se n0hi troben senyals".

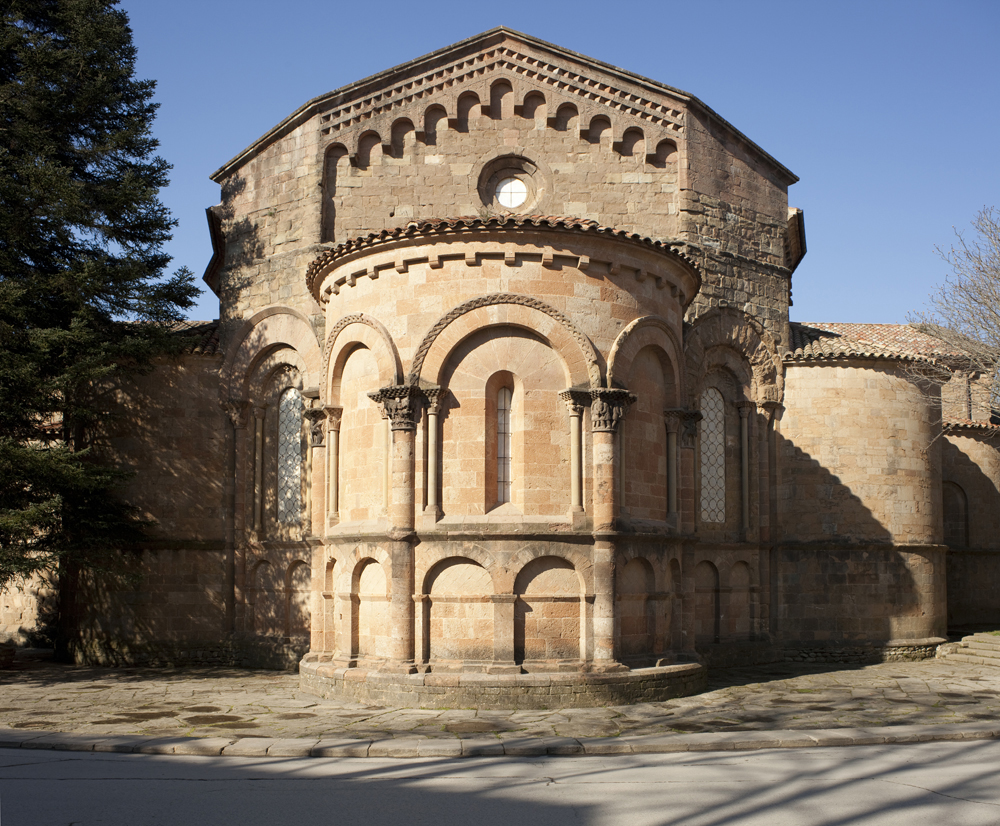
Monestir de Sant Joan de les Abadesses, aquest si que es amb seguretat el monestir més antic femení de Catalunya

Riber, després de fer constar que no se sap de cert el lloc on Joan fundà el monestir que li ha valgut el nom de Biclarès, o de Blicar, i que alguns autors escriuen Vallclara, diu: Aquest nom és més clar i més benedictí. Un hom pensa en el monestir de Vallumbrosa i de Claravall, que abans era anomenada Vall de l'absinti... Semblava que un bell instint geòrgic, ja constata per Montalembert i pel cardenal Newman en son bell estudi sobre la missió de Sant Benet, orientava les passes meditabundes d'aquest monjos vers les opaques frescors de les angueres, on van lliscant els flumicells reguívols, on parla de Déu la boca fresca de les fonts. Aquell vers virgilià:
"Rura mihi et rigui placeant in vallibus amnes"
(Que els camps i els rius em plaguin a les valls)
podria ésser la divisa d'aquest ordre feta per a la pau de la soledat. recorda a continuació les belles paraules d'un frare benedictí, Aureli Cassiodor:
"Si algun dels monjos ni amb lletres humanals ni amb divines lletres pot eixir perfectament erudit, esculleixi allò altre, ço és, l'amor dels camps, l'obaga de les valls i l'argent de les aigües vives, puix que no desdiu dels monjos el conrear l'hort, el llaurar el goret i l'alegrar-se d'un bell esplet de pomes"
Per la pedra tombal de Justinià, bisbe de València i germà Sant Just d'Urgell, se sap que aquell fundà també convents:
"Virgines instituens monaschosque gubernans"
(Educar verges i governar monjos).
El més antic document català on es parla de cenobites és, sembla, el cànon primer del concili de Tarragona celebrat l'any 516, el text del qual presenta ja vigorosa i organitzada la vida monàstica a Catalunya.